# 水越村
水越村（みずこしむら）は、熊本県の中部、上益城郡にあった村である。

## 歴史
- 1889年4月1日 - 町村制施行により一村単独村政。
- 1940年4月1日 - 滝尾村と合併し滝水村となる。